# Втрати 5-ї окремої мотострілецької бригади «Оплот»
У статті наведено поіменний список втрат 5-ї мотострілецької бригади «Оплот»,  збройного формування 1-го армійського корпусу окупаційних військ РФ на Донбасі.

## Війна на сході України
| п/п | Прізвище, ім'я, по батькові                | Звання, посада     | Місце смерті                                     | Дата народження | Дата смерті   |
| --- | ------------------------------------------ | ------------------ | ------------------------------------------------ | --------------- | ------------- |
| 1.  | Фіногенов Віталій Владиславович            |                    | Міжнародний аеропорт «Донецьк», Донецька область | 25.07.1974      | 10.07.2014    |
| 2.  | Жигадло Дмитро Вікторович-«Хижак»          |                    | Ізварине, Луганська область                      | 31.12.1977      | 16.07.2014    |
| 3.  | Рязанов Ігор Вікторович                    |                    | м. Шахтарськ, Донецька область                   | 29.08.1994      | 30.07.2014    |
| 4.  | Сафронов Володимир Миколайович             |                    | м. Шахтарськ, Донецька область                   | 06.08.1973      | 30.07.2014    |
| 5.  | Молдаванов Максим Вікторович («Мася»)      |                    | м. Донецьк                                       | 19.04.1989      | до 31.07.2014 |
| 6.  | Грицевич Роман Ришардович («Лісовик»)      |                    | с. Дмитрівка (Горлівський район)                 | 29.01.1979      | 04.08.2014    |
| 7.  | Литвинов Михайло Юрійович («Литвин»)       |                    | Кожевня                                          | 28.07.1985      | 05.08.2014    |
| 8.  | Свірідов Андрій Юрійович («Ліга»)          | стрілець-розвідник | смт. Розсипне                                    | 02.12.1987      | 06.08.2014    |
| 9.  | Мікула Ігор Миколайович («Гудвін»)         |                    | м. Шахтарськ                                     | 10.09.1982      | 07.08.2014    |
| 10. | Гусєв Радомир Ігорович («Сєдой»)           |                    | поблизу м. Донецьк                               | 30.03.1995      | 13.08.2014    |
| 11. | Мигунов Олександр Євгенович («Фін»)        | командир танку     | Маринівка                                        | 09.03.1973      | 13.08.2014    |
| 12. | Чорноволов Богдан Ростиславович («Чорний») |                    | Велика Шишівка                                   | 02.05.1993      | 17.08.2014    |
| 13. | Макагонов Олександр Вікторович («Двіїчка») | командир танку     | Сигнальне                                        | 29.12.1980      | 24.08.2014    |
| 14. | Чанов Дмитро Володимирович («Шахтар»)      | механік-водій      | Сигнальне                                        | 10.04.1975      | 24.08.2014    |
| 15. | Морозов Юрій Віталійович («Кот»)           |                    |                                                  | 17.01.1988      | 13.02.2015    |
| 16. | Нестеров Сергій Юрійович («Полтава»)       | механік-водій      | Докучаєвськ                                      | 24.01.1970      | 07.05.2021    |

## Громадянська війна в Сирії
| п/п | Прізвище, ім'я, по батькові       | Звання, посада                             | Місце смерті | Дата народження | Дата смерті |
| --- | --------------------------------- | ------------------------------------------ | ------------ | --------------- | ----------- |
| 1.  | Гайворонський Ярослав Віталійович | прапорщик, командир мінометного розрахунку |              | 05.08.1992      | 23.05.2018  |

## Вторгнення РФ в Україну (2022)
| п/п | Прізвище, ім'я                      | Звання, посада | Місце смерті       | Дата народження | Дата смерті |
| --- | ----------------------------------- | --- | ------------------ | --------------- | ----------- |
| 1.  | Чурсін Володимир Андрійович         | старший лейтенант | Богданівка         | 25.03.1991      | 24.02.2022  |
| 2.  | Балакай Василь Іванович             | командир бойової машини в 1-му батальйоні                                                                                    | м. Маріуполь       | 28.03.2000      | 09.03.2022  |
| 3.  | Мішарін Максим Олександрович        | старший лейтенант, заступник начальника відділення розвідки                                                                  | м. Маріуполь       | 13.12.1982      | 10.03.2022  |
| 4.  | Ковальов Андрій Володимирович       | капітан | Бердянське         | 26.02.1993      | 10.03.2022  |
| 5.  | Лагутенко Дмитро Сергійович         | | м. Маріуполь       | 26.08.1986      | 11.03.2022  |
| 6.  | Дінер Іван Карлович                 | капітан | м. Маріуполь       | 10.09.1977      | 13.03.2022  |
| 7.  | Мажаров Андрій Михайлович («Дикий») | | м. Маріуполь       | 6.11.1976       | 18.03.2022  |
| 8.  | Лузанов Петро Євгенович             | майор, заступник командира танкового батальйону                                                                              | м. Маріуполь       | 10.05.1988      | 24.03.2022  |
| 9.  | Карпіленко Дмитро Миколайович       | майор, начальник відділу ППО                                                                                                 | Харківська область | 25.09.1977      | 25.03.2022  |
| 10. | Радченко Олег Ігорович              | капітан, командир 3 роти 1 батальйону                                                                                        | м. Маріуполь       | 03.01.1990      | 25.03.2022  |
| 11. | Козирєв Олексій Сергійович          | рядовий | м. Маріуполь       | 12.02.1980      | 28.03.2022  |
| 12. | Новосельцев Артем Олександрович     | лейтенант, командир 3 танкового взводу 1 роти 1 танкового батальйону                                                         | м. Маріуполь       | 24.07.1998      | 04.04.2022  |
| 13. | Рохманов Юрій Сергійович ("Пегас")  | | м. Маріуполь       | 27.03.1986      | 08.04.2022  |
| 14. | Петрасов Роман Арсенович            | підполковник, командир 2-го мотострілецького батальону                                                                       |                    | 23.02.1972      | 28.04.2022  |
| 15. | Погребняк Олександр Миколайович     | підполковник, командир 2-ї роти                                                                                              |                    | 25.05.1973      | 22.06.2022  |
| 16. | Семизоров Юрій Олексійович          | командир взводу – старший офіцер 1 гаубичної самохідно-артилерійської батареї Гаубичного самохідно-артилерійського дивізіону |                    | 12.04.1972      | 12.08.2022  |
| 17. | Кравчук Андрій Михайлович           | лейтенант | Мар'їнка           | 30.10.2000      | 06.11.2022  |
| 18. | Білий Ігор Миколайович              | |                    | 17.08.1992      | 24.10.2022  |
| 19. | Фролов Володимир Олександрович      | | Красногорівка      | 23.02.1995      | 15.04.2024  |